# Uberach
Pour la brasserie alsacienne, voir Uberach (brasserie).
Uberach (prononcé [ybəʁax]) est une ancienne commune française située dans le département du Bas-Rhin, en région Grand Est, devenue, le 1er janvier 2016, une commune déléguée de la commune nouvelle de Val-de-Moder.
Le 26 août 1961, la dénomination de la commune passe de Ueberach à Uberach.
Cette commune se trouve dans la région historique et culturelle d'Alsace.

## Géographie

### Localisation
Le village est accolé à Niedermodern et à La Walck, petites communes elles-mêmes accolées à Pfaffenhoffen. Uberach est assez proche de Haguenau et de Brumath.

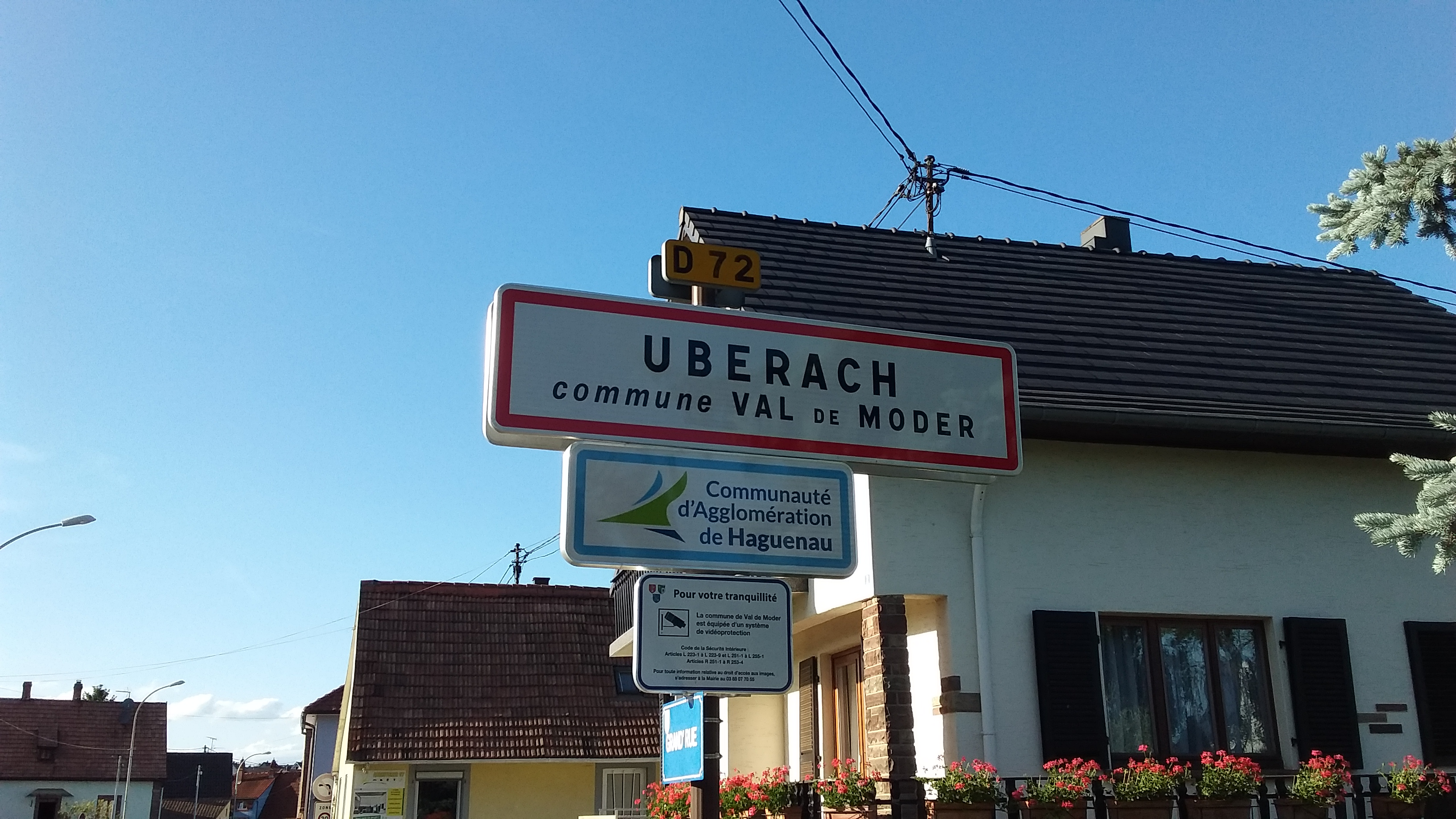
Panneau d'entrée de la commune.

### Géologie et relief
Localisation de la commune, géographie et occupation des sols :
Val-de-Moder.
Hydrogéologie et climatologie : Système d’information pour la gestion de l’Aquifère rhénan :
Territoire communal : Occupation du sol (Corinne Land Cover); Cours d'eau (BD Carthage),
Géologie : Carte géologique; Coupes géologiques et techniques,
 Hydrogéologie : Masses d'eau souterraine; BD Lisa; Cartes piézométriques.

### Hydrographie et les eaux souterraines
Le petit village d'Uberach borde la Moder, au bout du pays de Hanau, dans la moitié supérieure du Bas-Rhin. A l'ouest de la commune, le ruisseau Landgraben descend des collines pour aller se jeter dans la Moder en contrebas.

### Sismicité
Commune située dans une zone 3 de sismicité modérée.

### Climat
Climat classé Cfb dans la classification de Köppen et Geiger.

### Voies de communications et transports

#### Pistes cyclables
La commune se situe sur l'axe cyclable Haguenau - Saverne. Une piste cyclable part de cette dernière, et permet de rejoindre la commune de La Walck.
Il est possible de traverser la commune à vélo grâce à la piste cyclable construite entre le pont reliant Nierdermodern à Uberach, jusqu'à la forêt d'Haguenau. Elle longe la Moder sur la majorité de son parcours, et un débranchement permet de se rendre en centre-ville. Grâce à cette piste, il est également possible de rejoindre les communes de Mertzwiller, Haguenau, Pfaffenhoffen et Saverne. De plus, une piste a été aménagée pour pouvoir relier la Moder à la commune de La Walck, toutefois l'itinéraire n'a pas été fléché.

#### Voies routières
Deux routes départementales traversent la ville, permettant de rejoindre d'une part la commune de La Walck, et d'autre part les communes de Mertzwiller et Niedermodern.

#### Transports en commun
- Transports en Alsace.
- Fluo Grand Est.

La ville est desservie par les lignes 11, 12 et B du réseau Ritmo de l'agglomération d'Haguenau.
Uberach est par ailleurs desservie par une ligne de bus TER, reliant Haguenau à Saverne, et circulant en heure de pointe.

#### Lignes SNCF

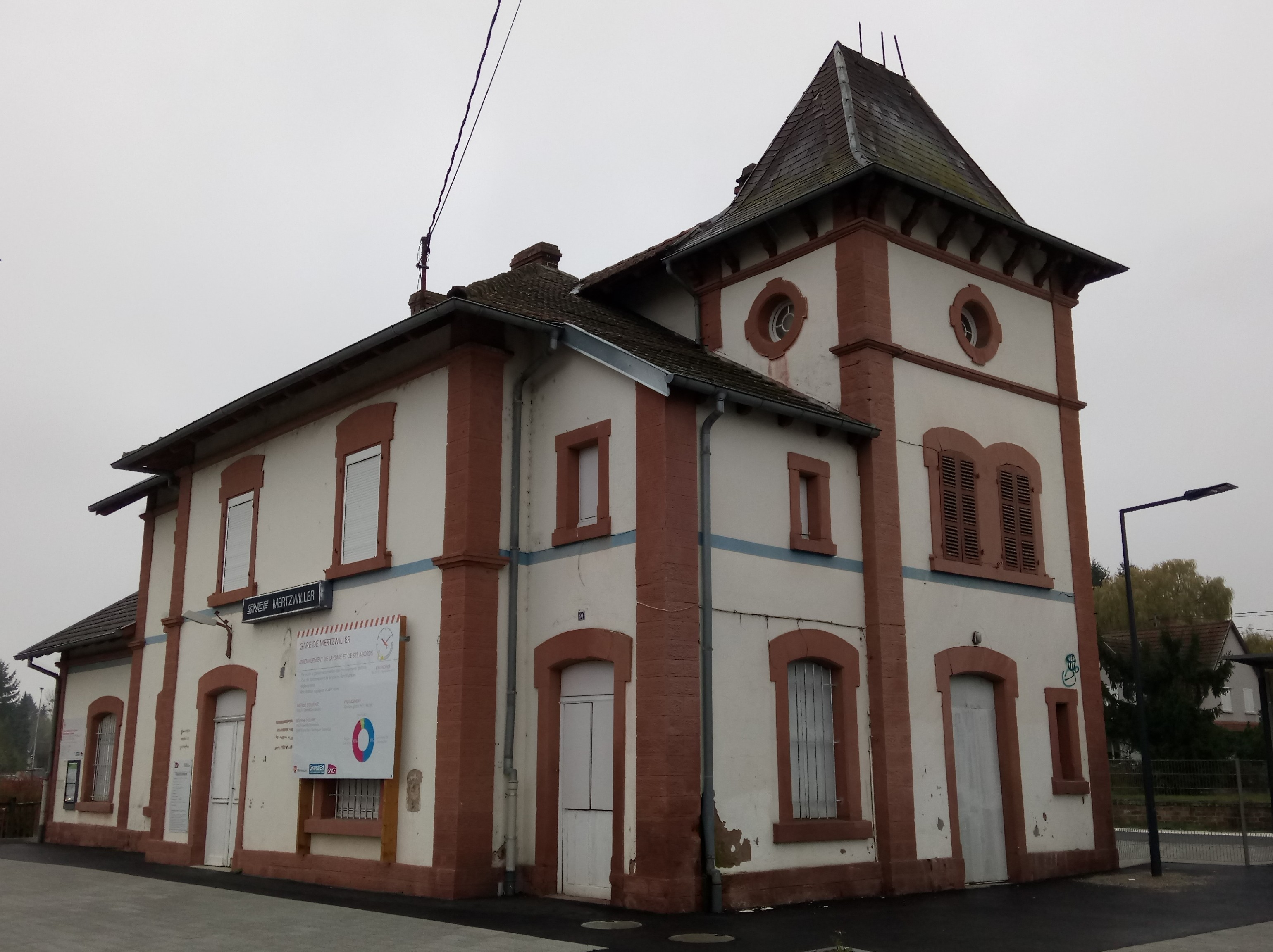
Bâtiment voyageurs de la gare de Mertzwiller.

Gares proches :
- Gare de Mertzwiller,
- Gare d'Obermodern,
- Gare de Gundershoffen,
- Gare de Schweighouse-sur-Moder,
- Gare de Reichshoffen.

### Intercommunalité
Commune membre de la Communauté d'agglomération de Haguenau.

### Urbanisme
Plan local d'urbanisme intercommunal de la communauté d'agglomération d'Haguenau.

## Toponymie
Jusqu'au 25 août 1961, le nom de la commune s'écrivait Ueberach.
D'après Bernard Schmitt, ce nom provient de Uber bach, qui signifie « village au-delà de l'eau ».

## Histoire
Depuis 1930, les principales modifications administratives ont été les suivantes :
- 1er janvier 2019 : Commune déléguée au sein de Val-de-Moder (67372) (commune nouvelle).
- 26 août 1961 : Ueberach devient Uberach.

Deux personnes ont été admises en 1978 parmi les 4281 Justes parmi les nations de France pour avoir sauvé des personnes juives persécutées par le régime nazi et le gouvernement de Vichy : 
- Aloyse Strebler[6], officier de police au service régional de police judiciaire (1899-1985),
- et sa femme Mélanie[7] (1901-1990), née Fridblatt à Kintzheim[8].

### Héraldique
| Blason de Uberach | Blason  | Parti : au premier de sinople à la clef d'orposée en pal, au second d'argent aux trois lionceaux de sable, deux en chef et un en pointe. |
| Blason de Uberach | Détails | |

### Liste des maires

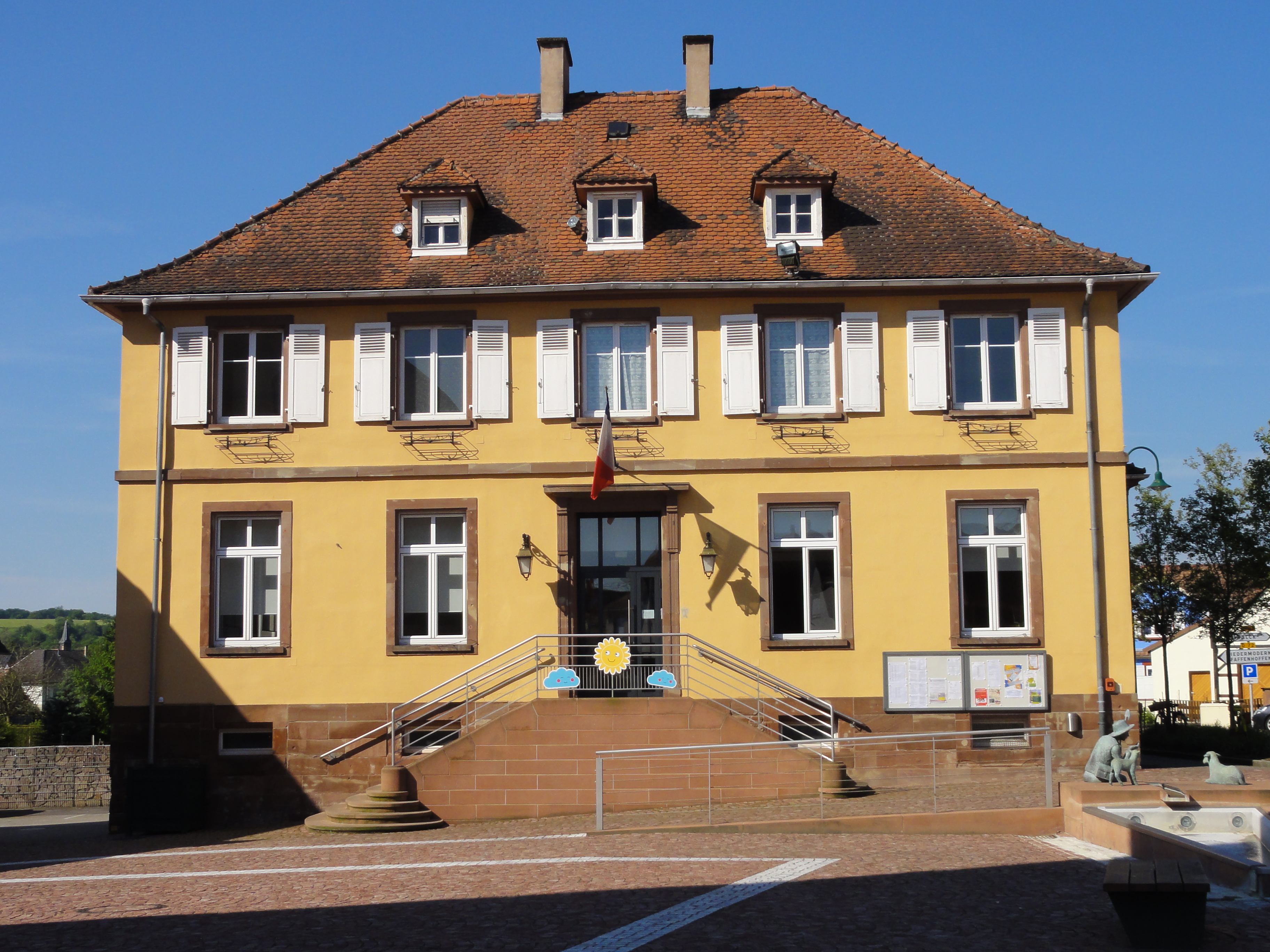
Mairie.

## Politique et administration

### Liste des maires délégués
| Période      | Période                   | Identité          | Étiquette | Qualité                                                                  |
| ------------ | ------------------------- | ----------------- | --------- | ------------------------------------------------------------------------ |
| janvier 2016 | En cours (au 31 mai 2020) | Dominique Gerling | DVD       | Dessinateur industriel 15e vice-président de la CA de Haguenau (2020 → ) |

## Population et société

### Démographie

#### Pyramide des âges
L'évolution du nombre d'habitants est connue à travers les recensements de la population effectués dans la commune depuis 1793. À partir du 1er janvier 2009, les populations légales des communes sont publiées annuellement dans le cadre d'un recensement qui repose désormais sur une collecte d'information annuelle, concernant successivement tous les territoires communaux au cours d'une période de cinq ans. 
Pour les communes de moins de 10 000 habitants, une enquête de recensement portant sur toute la population est réalisée tous les cinq ans, les populations légales des années intermédiaires étant quant à elles estimées par interpolation ou extrapolation. Pour la commune, le premier recensement exhaustif entrant dans le cadre du nouveau dispositif a été réalisé en 2008,.
En 2013, la commune comptait 1 178 habitants, en évolution de +0,34 % par rapport à 2008 (Bas-Rhin : +1,68 %, France hors Mayotte : +2,49 %).
| 1793 | 1800 | 1806 | 1821 | 1831 | 1836 | 1841 | 1846 | 1851 |
| ---- | ---- | ---- | ---- | ---- | ---- | ---- | ---- | ---- |
| 508  | 504  | 622  | 778  | 771  | 702  | 668  | 680  | 687  |

| 1856 | 1861 | 1866 | 1871 | 1875 | 1880 | 1885 | 1890 | 1895 |
| ---- | ---- | ---- | ---- | ---- | ---- | ---- | ---- | ---- |
| 698  | 702  | 739  | 716  | 709  | 740  | 696  | 702  | 694  |

| 1900 | 1905 | 1910 | 1921 | 1926 | 1931 | 1936 | 1946 | 1954 |
| ---- | ---- | ---- | ---- | ---- | ---- | ---- | ---- | ---- |
| 666  | 724  | 783  | 788  | 843  | 845  | 883  | 881  | 936  |

| 1962  | 1968  | 1975  | 1982  | 1990  | 1999  | 2008  | 2013  | - |
| ----- | ----- | ----- | ----- | ----- | ----- | ----- | ----- | - |
| 1 028 | 1 071 | 1 127 | 1 125 | 1 089 | 1 091 | 1 174 | 1 178 | - |

### Enseignement
Établissements d'enseignements :
- Écoles maternelles et primaires,

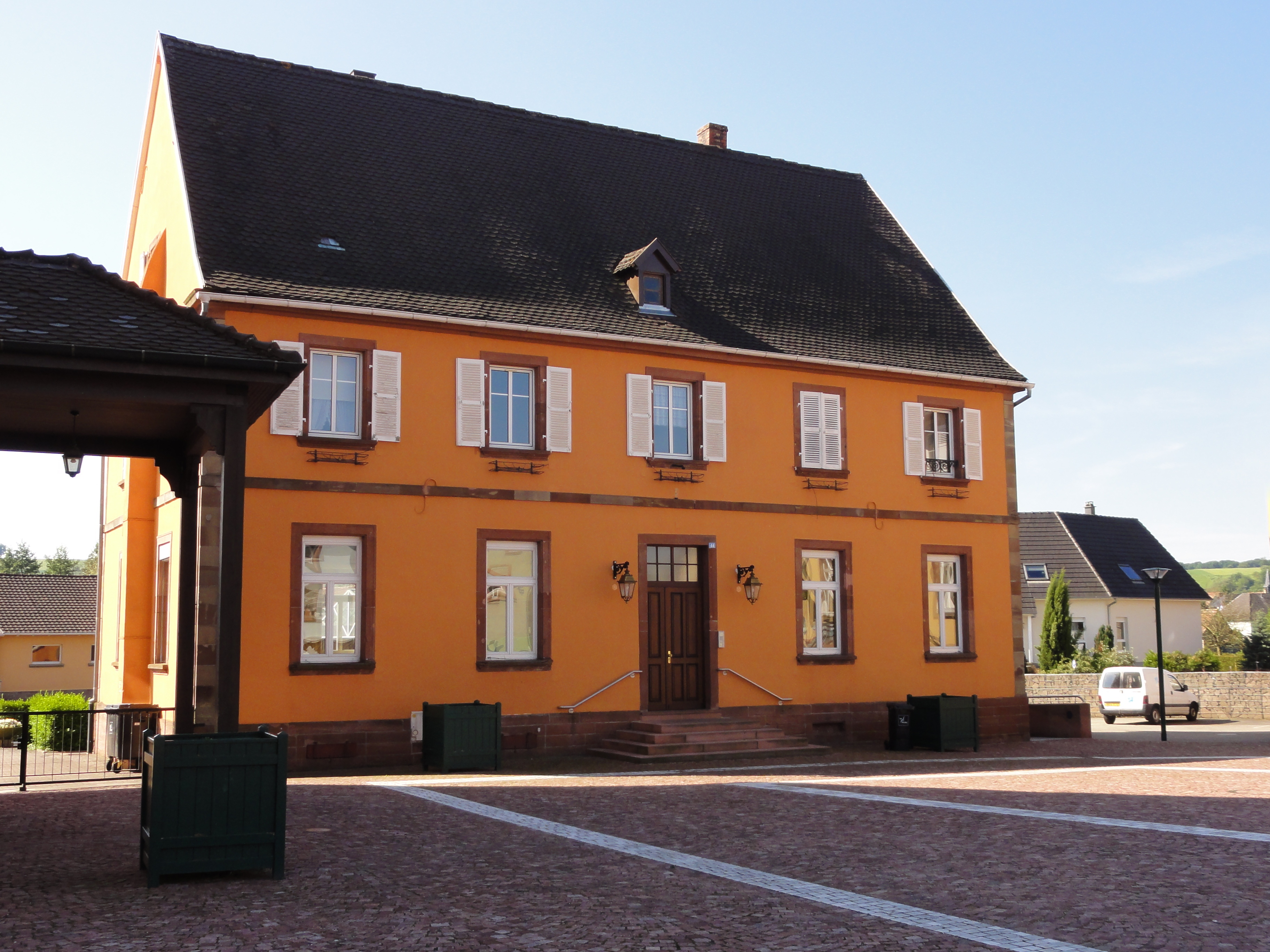
École.

- Collèges à Val-de-Moder, Mertzwiller, Bouxwiller, Hochfelden, Schweighouse-sur-Moder,
- Lycées à Bouxwiller, Haguenau,

### Santé
Professionnels et établissements de santé :
- Médecins à Pfaffenhoffen, La Walck, Dauendorf, Mertzwiller, Gundershoffen,
- Pharmacies à La Walck, Pfaffenhoffen, Mertzwiller, Gundershoffen,
- Hôpitaux à Niederbronn-les-Bains, Ingwiller, Haguenau.

### Cultes
- Culte catholique, Communauté de paroisses Val-de-Moder[22], Diocèse de Strasbourg.

## Lieux et monuments

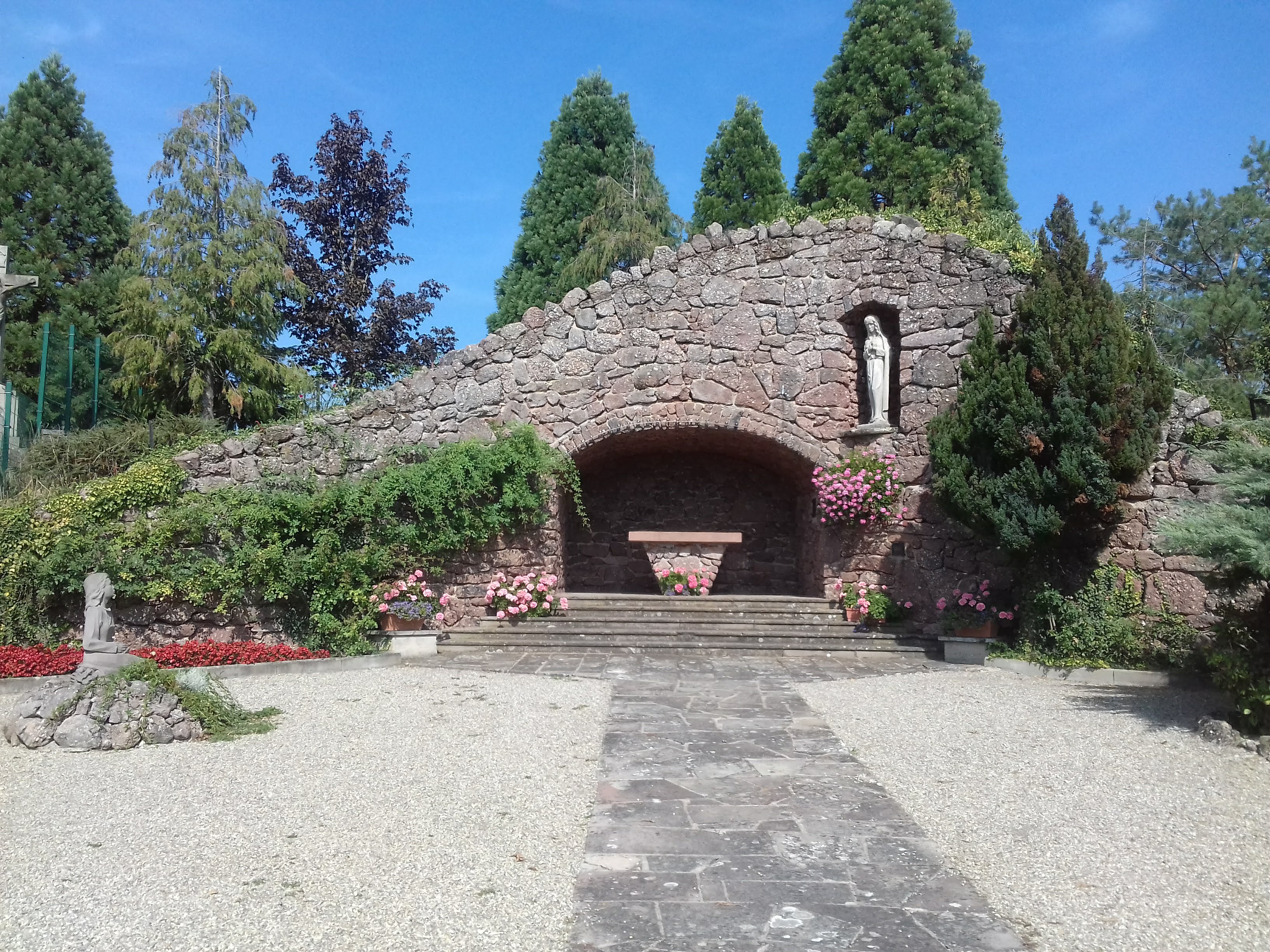
Grotte de Lourdes.
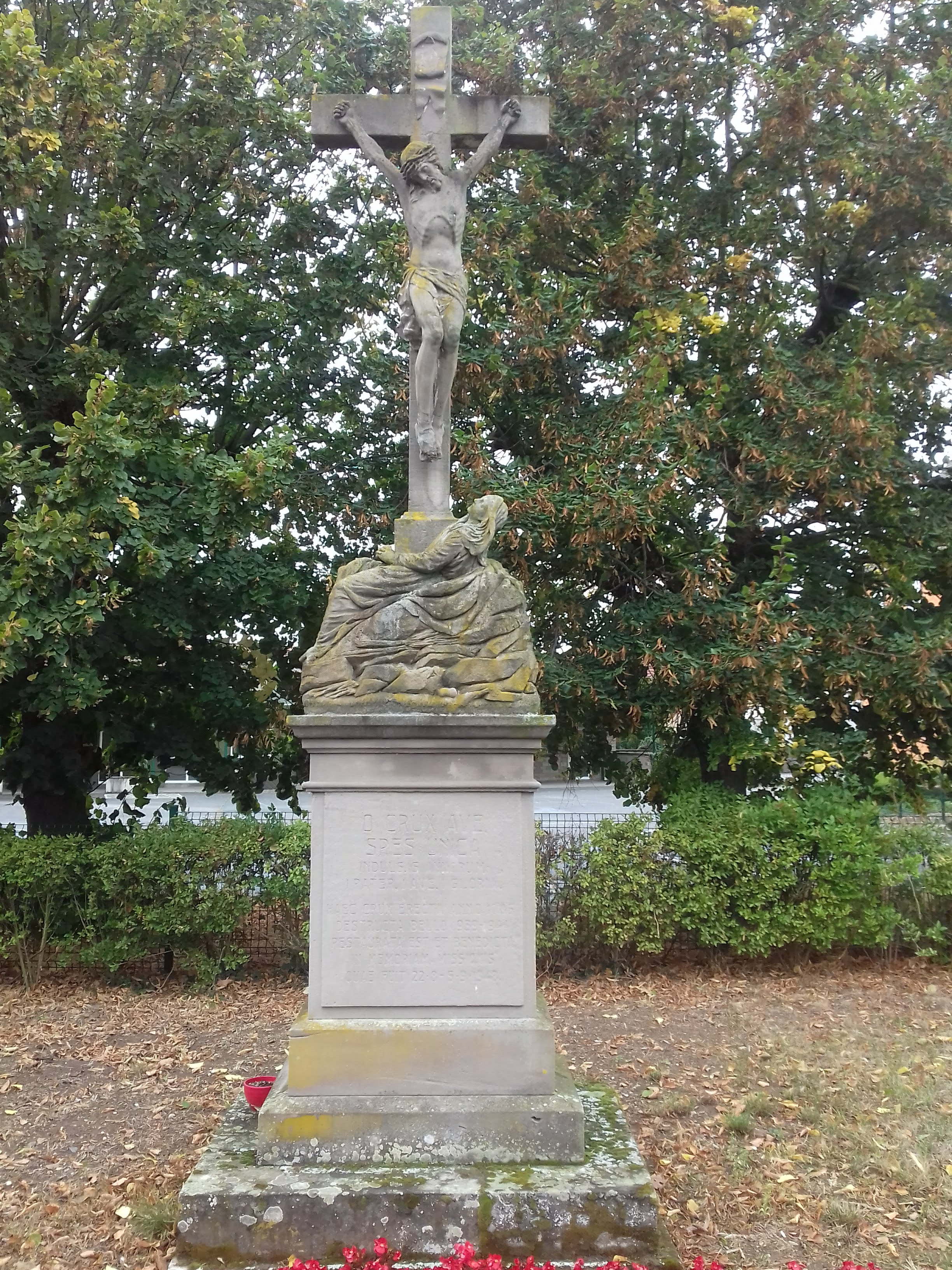
Croix de cimetière.
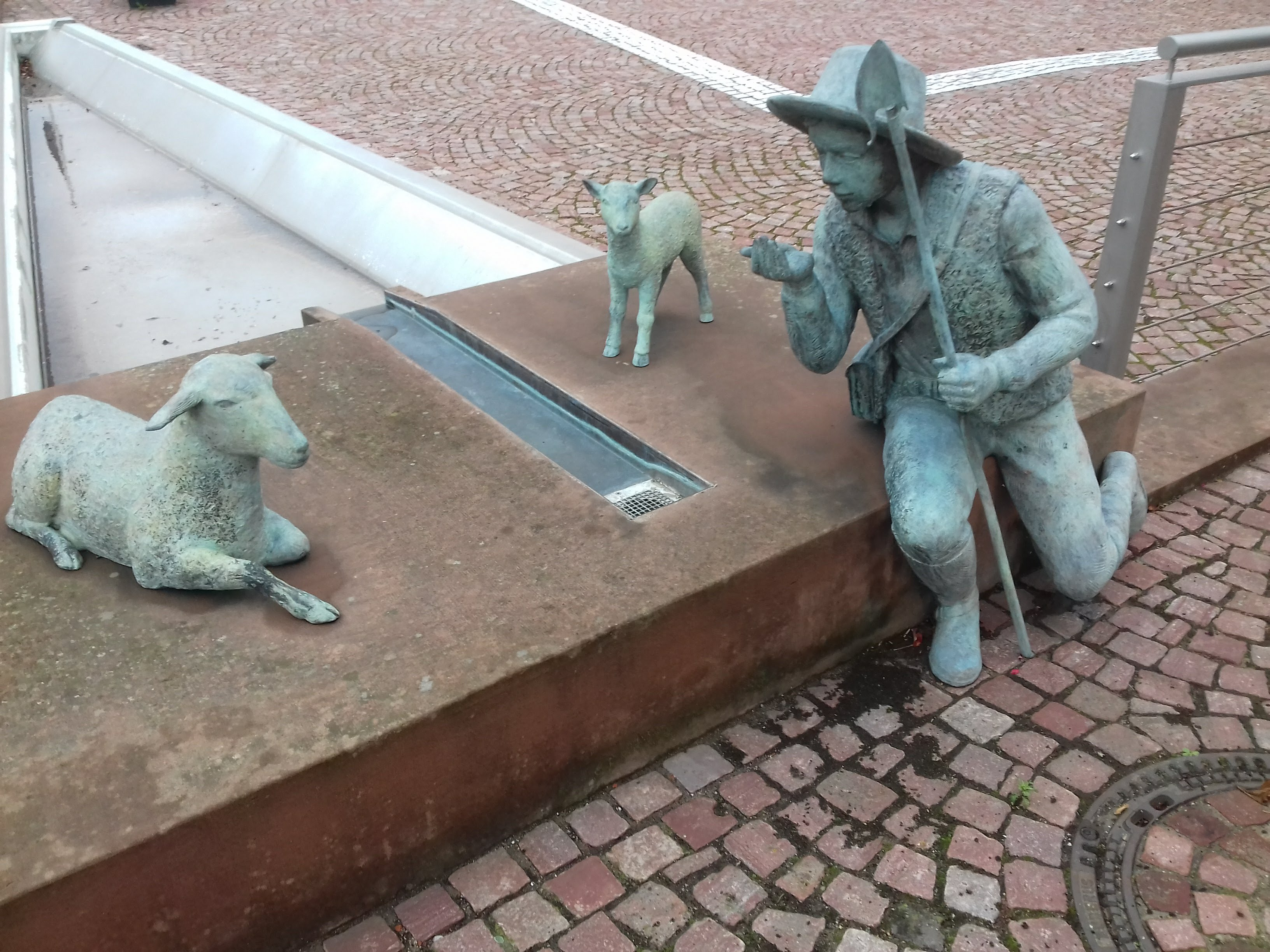
Fontaine.
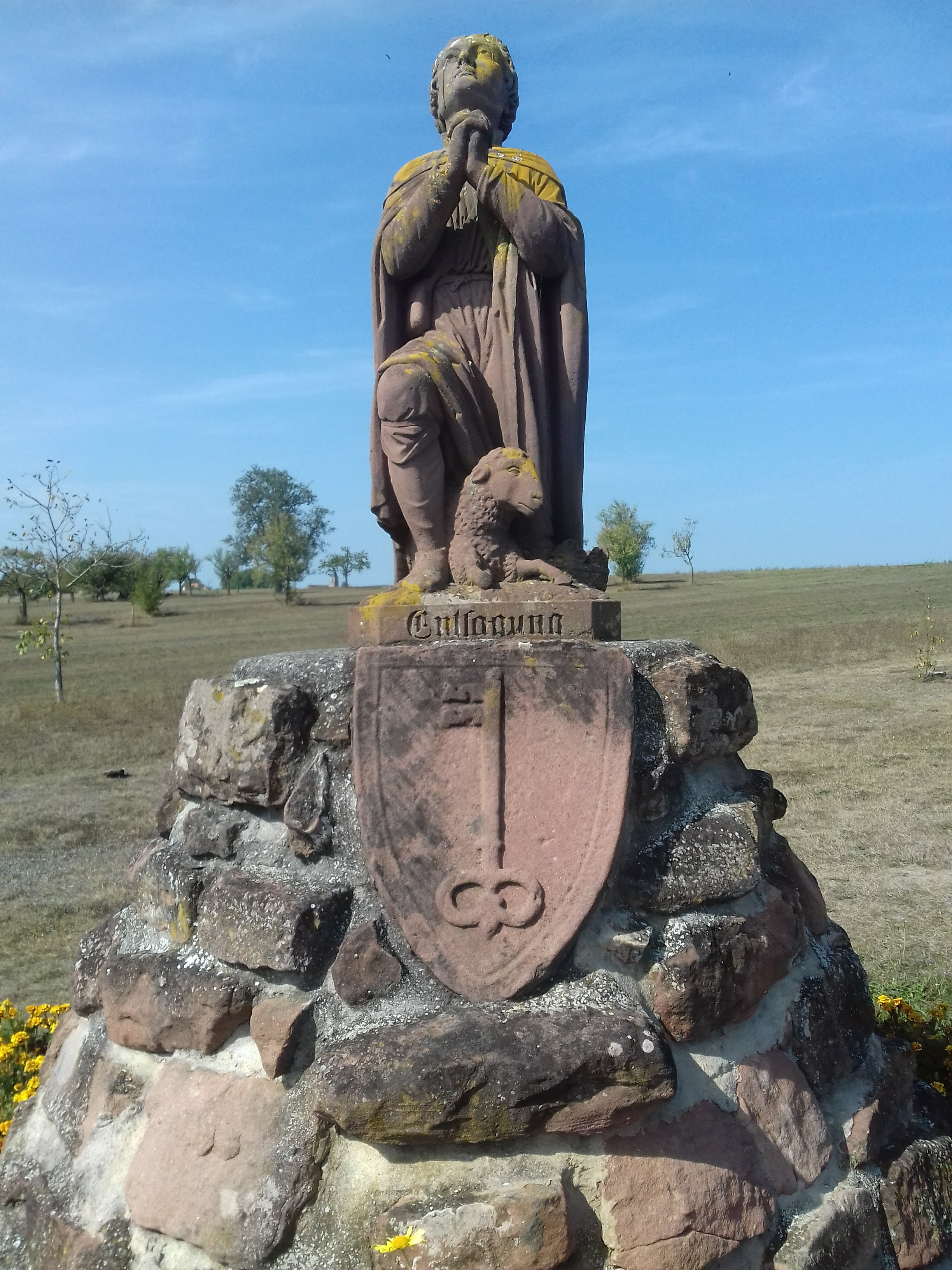
Statue.
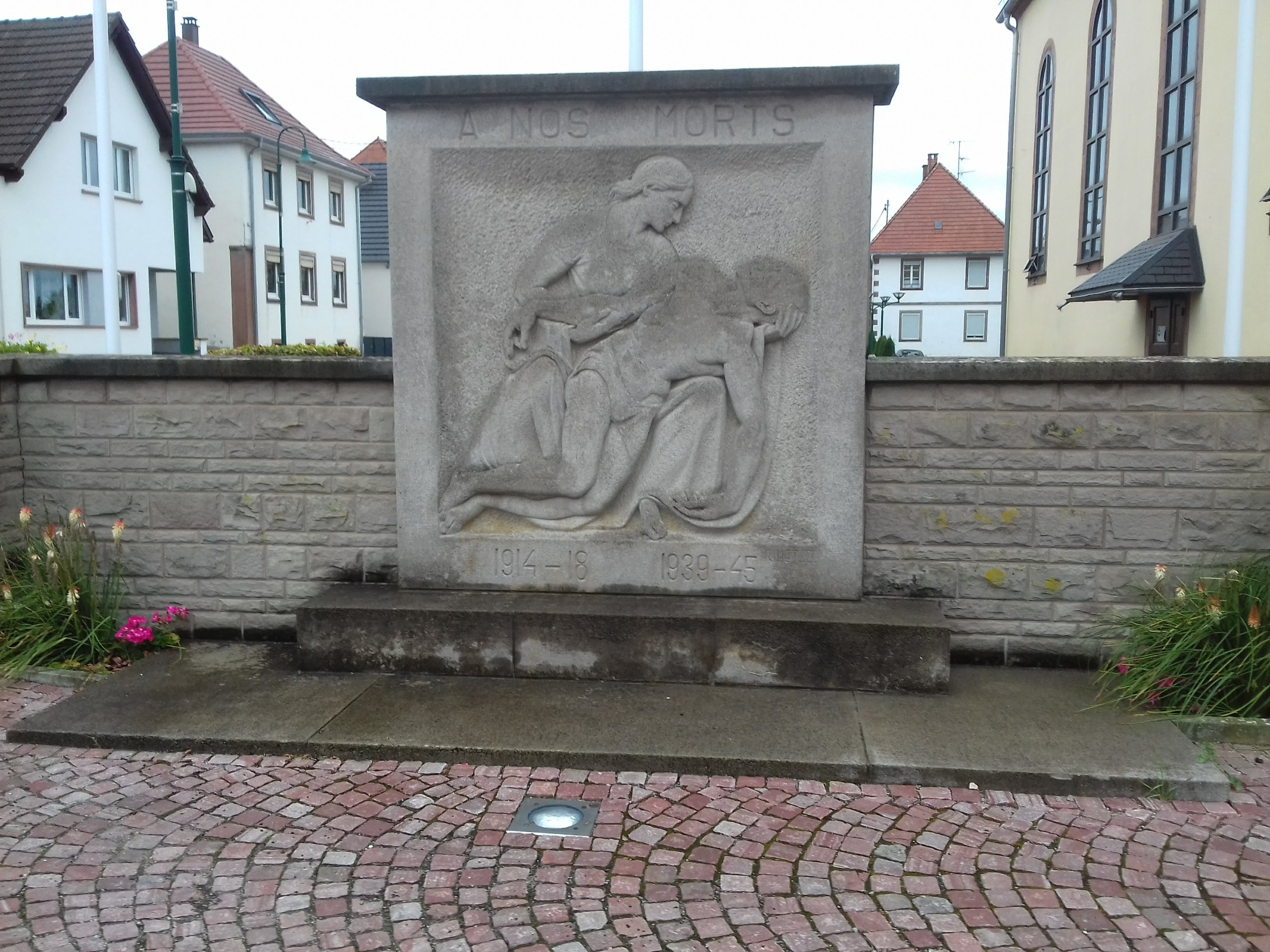
Monument aux morts.

- Église Saint-Wendelin XIXe siècle[23].

Le mobilier de l'église paroissiale Saint-Wendelin :
* Orgue,.
* Tabernacle
* Statue : Christ glorieux.
* Statue : Vierge.
* 2 tableaux : saint Wendelin.
- Grotte de Lourdes[31].
- Monument aux morts : Conflits commémorés Guerres 1914-1918 - 1939-1945.
- Croix de cimetière[32].
- Fontaine Saint-Wendelin devant la place de l'Église (enlevée en mars 2009 après des siècles d'existence afin d'être remplacée ; l'ancienne statue sera restaurée et déplacée)[33].

### Événements
- Conscrits annuels lors du Messti le 3e week-end de septembre.

## Économie

### Entreprises et commerces

#### Agriculture
- Élevage d'autres animaux.

#### Tourisme
- Hébergements et restauration traditionnelle à Pfaffenhoffen, Morschwiller, Schalkendorf, Uhrwiller, Gundershoffen.

#### Commerces
- Micro brasserie de bière.
- Distilleries artisanales d'eaux de vie et whisky[34].
- Diverses boutiques (artisans des métiers de la bouche (Duweck, Schlupp, Halle aux Vins...) et autres (Etcheberry peintre, Bertrand menuiserie, Rotaplast fournitures, ATE, Coiffure, Fitness, Esthetique, Immobilier...).
- Anciennes manufactures de chaussures (bâtiments existants, mais soit transformés en utilisation privée ou reconversion).

## Personnalités liées à la commune
- Marion Scheider-Yilmaz (1990), spécialiste de la participation citoyenne en fonction de vieillissement territorial
- André Zirnheld (1847-1934), agriculteur, ancien combattant de la guerre de 1870 et optant en 1871, père de Jules Zirnheld, un des fondateurs de la Confédération française des travailleurs chrétiens et grand-père d'André Zirnheld, Compagnon de la Libération, premier officier parachutiste français tué au combat, auteur de la Prière du para[35].